# Paddenpoel (kasteel)

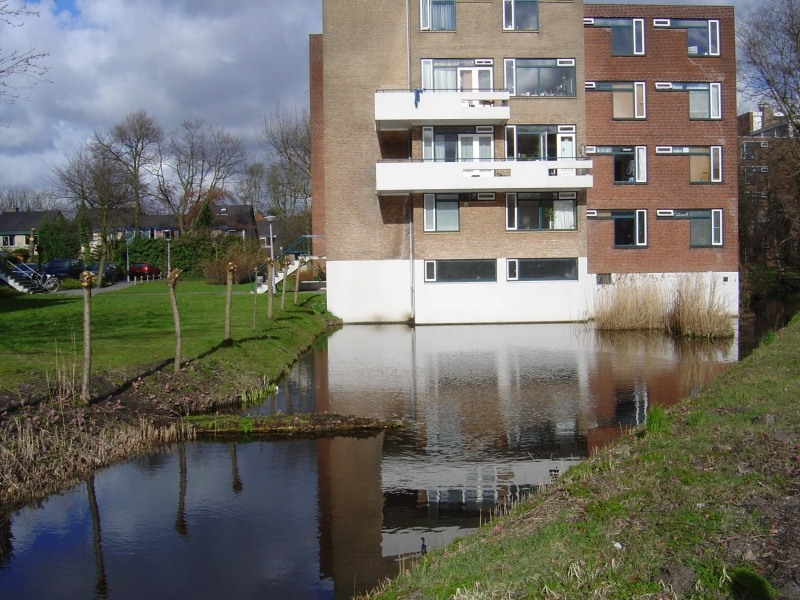
Overzicht van beide restanten van de burchtmuur van kasteel Paddenpoel

Paddenpoel was vroeger een kasteel in Leiden.

## Vondst
Bij het inheien van de betonpalen voor de vier studentenflats van het Flanorpad stuitten de bouwers op zwaar middeleeuws muurwerk, dat door de afdeling Bouw- en Woningtoezicht van de Gemeentewerken als zodanig werd herkend. Dit was in 1966 de aanleiding voor nader onderzoek. Hoewel de ingeschakelde onderzoekers in eerste instantie te maken dachten te hebben met fundamenten van het tussen 1428 en 1431 gebouwde klooster Mariënpoel, stootte men onverwachts op de fundamenten van een kasteelcomplex.
De onderzoekers vonden een hoektoren en een toegangspoort en tevens een brede binnengracht. Aan de buitenzijde van de gracht lag een grote voorburcht, omgeven door nog een gracht en een verdedigingsmuur. Over de buitenste gracht bevond zich een toegangsbrug op twee stenen pijlers naar de burchtpoort. De toegang van buitenaf tot deze voorburcht zelf lag tussen twee ronde torens, terwijl de woon- en dienstgebouwen vooral aan een der zijden lijken te hebben gelegen. In 1927 was bij de bouw van de villa van prof. dr. Eijsinga een deel van dit gebouwencomplex opgegraven en in kaart gebracht. Steenomvang, vondstmateriaal van de burcht en grote delen van de voorburcht toonden aan dat de archeologen delen van het tweede kasteel Paddenpoel hadden opgegraven.

## Geschiedenis Kasteel Paddenpoel I
De geschiedenis van het kasteel Paddenpoel (ook wel Poddikenpoel genoemd) is nauw verbonden met die van de Burcht van Leiden. De Burcht van Leiden was eigendom van de graaf van Holland, die deze in leen gaf aan een burchtgraaf. Van 1360 tot 1391 had Dirk van Wassenaar als burchtgraaf de Burcht van Leiden in leen. Dat betekende echter niet dat hij ook daadwerkelijk in Leiden vertoefde. Vast staat dat de burchtgraaf eind veertiende eeuw verhuisde naar zijn kasteel Paddenpoel. Na zijn dood volgde zijn zoon Filips van Wassenaar hem op in deze functie.
Deze Filips van Wassenaar werd in 1392 beschuldigd van medeplichtigheid aan de moord op Aleid van Poelgeest en haar begeleider Willem Cuser. Aleid van Poelgeest was de minnares van de graaf van Holland, Albrecht van Beieren en Willem Cuser was diens hofmeester. Graaf Albrecht liet in reactie op de moord beslag leggen op het burggrafelijke bezit en gaf bevel de huizen van de "moordenaars" plat te branden. Het is twijfelachtig of de burchtgraaf wel iets met de moord te maken heeft gehad, ook politieke motieven kunnen een grote rol hebben gespeeld. Ten tijde van de moord was dit deel van de Nederlanden namelijk verscheurd door de Hoekse en Kabeljauwse twisten. Het lot van kasteel Paddenpoel was hoe dan ook bezegeld en het oordeel werd op 12 november 1393 voltrokken: het eerste burggrafelijke kasteel werd volledig verwoest.

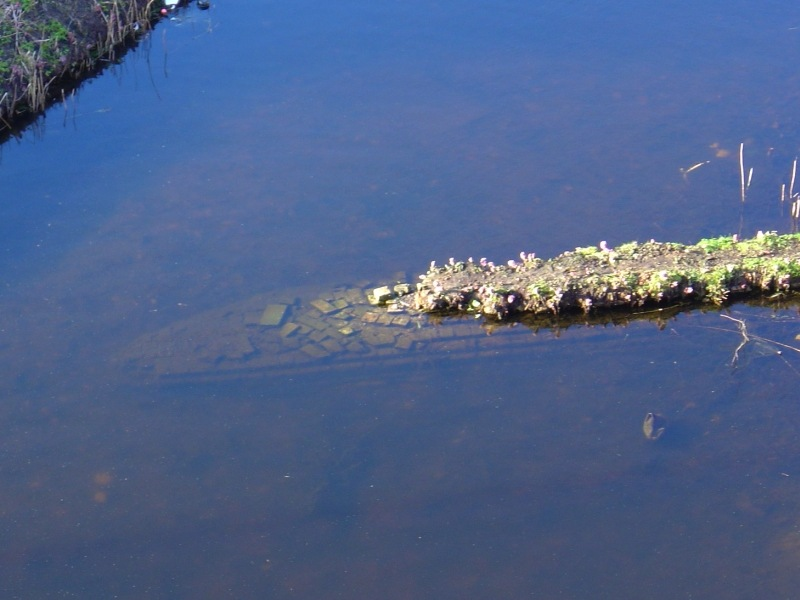
Restanten van de burchtmuur van kasteel Paddenpoel

## Geschiedenis Kasteel Paddenpoel II
Omstreeks 1396 vond er een verzoening plaats tussen graaf Albrecht van Beieren en ex-leenheer Filips van Wassenaar. Het kasteel Paddenpoel mocht daarop weer worden herbouwd en Filips van Wassenaar keerde terug als burchtgraaf. Albrecht stierf in 1404 en werd opgevolgd door Willem VI. Filips van Wassenaar stond schijnbaar op goede voet met deze nieuwe graaf van Holland want menigmaal mocht hij optreden als stadhouder (plaatsvervanger).
Met de dood van Willem VI keerde het fortuin definitief Filips van Wassenaar de rug toe. De burchtgraaf had loyaliteit betuigd aan de dochter van Willem VI, Jacoba van Beieren. Haar oom Jan van Beieren (ook Jan zonder Genade genoemd) claimde echter met succes de opvolging van Willem VI. Slechts weinig edelen en weinig steden, waaronder Leiden, bleven Jacoba van Beieren trouw.
Op 17 juni 1420 trok hertog Jan van Beieren met zijn leger vanaf Gouda op richting Leiden om de stad te veroveren. Het leger was goed uitgerust en beschikte over enkele kanonnen, er was zelfs speciaal vanuit Henegouwen per schip een groot kanon aangevoerd. Filips van Wassenaar en de andere lokale Hoekse edelen veronderstelden dat de hertog eerst Leiden zou belegeren, om dan tijdens de belegering kleine eenheden uit te zenden naar de omringende burchten.

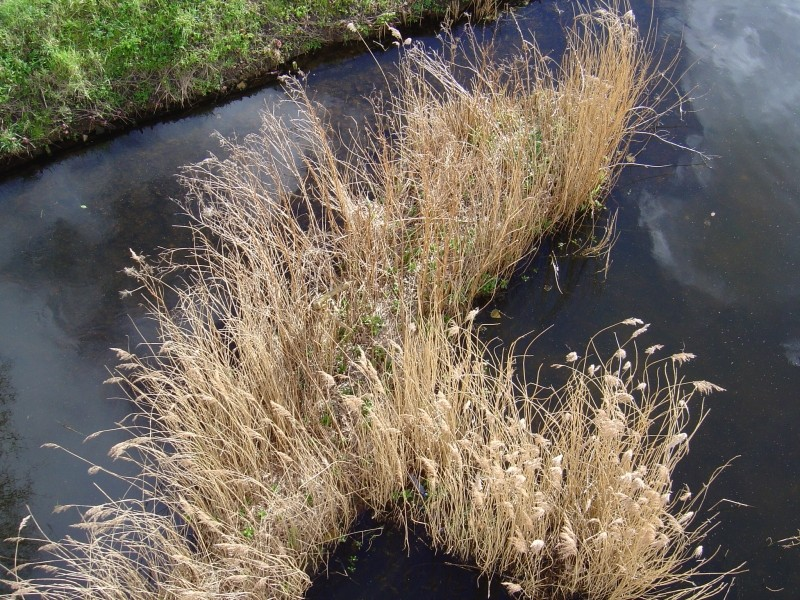
Restanten van de burchtmuur van kasteel Paddenpoel

De burchten waren echter versterkt en hadden een goede bezetting, dus koos Jan van Beieren ervoor om met zijn geschut eerst deze burchten aan te vallen. Door het beschieten van de muren en poorten wisten de troepen de burchten een voor een te verzwakken. De kastelen waren totaal niet bestand tegen dit geweld en binnen een week veroverde Jan van Beieren de kastelen Poelgeest, Ter Does, Hoichmade, de Zijl, ter Waerd, Warmond en de Paddenpoel.
Al op 24 juni verscheen het leger van de hertog voor de stadsmuren van Leiden. Op 17 augustus 1420, na een beleg van twee maanden, gaf de stad zich over aan Jan van Beieren. De burchtgraaf Filips van Wassenaar werd van al zijn ambten en rechten ontdaan en sleet zijn laatste jaren in gevangenschap.
Het Poelterrein en de kasteelruïne werden eigendom van Boudewijn van Swieten. Hij stichtte er tussen 1428 en 1431 het Regularissen-klooster Mariënpoel.
Abbenbroek · Abspoel · Adegeest · Slot Alkemade ·  Altena · Arkelsburg · Bellesteyn · Huis ten Berghe · Binckhorst · Binnenhof · Blijdestein · Te Blotinghe · Boekenburg · Boekhorst · Boshuysen · Bulgersteyn · Burcht (Leiden) · Burcht (Voorne) · Slot Capelle · Coebel · Cranenburg · Crayestein · Cronesteyn · Crooswijk · Develstein · 't Huys Dever · Dirks Steenhuis · Ter Does · Duivenstein · Duivenvoorde · Endegeest · Endepoel · Foreest · Giessenburg · Gravensteen · Groot Haesebroek · 's Heeraartsberg · Hof van Wateringen · Holy · Slot Honingen · Kasteel van de Heren van Arkel · Kasteel van Gouda · Keenenburg · Kasteel Keukenhof · Klein Poelgeest · Huis te Langerak · Langestein · Huis te Liesveld · Ter Lips · De Loo · Madeburcht · Marenburch · Meerburg · Huis te Merwede · Huis ter Mey · Kasteel van der Meye · Niemandsvriend · Noordeloos · Oud-Berendrecht · Oud-Poelgeest · Oud Teylingen · Paddenpoel · Persijn · Groot Poelgeest · Hof van Putten · Puttensteyn · Landgoed De Raephorst · Kasteel Ravesteyn · Kasteel van Rhoon · Rijnegom · Rijnenburg · Huis te Riviere · Rodenburg · Hofstad Rodenrijs · Rodenrijs · Rosenburgh · Huis Roucoop · Santhorst · Schelluinderberg · Schonenburg · Kasteel van Schoonhoven · Souburgh · Spangen · Starrenburg · Huis ter Specke · Steenvoorde · Stenevelt · Slot Teylingen · Den Toll · Torenvliet · Slot Valckesteyn · Huis ter Waard · Warmont · Ter Weer · Hof van Wena · Kasteel Westerbeek · Huis te Woude · Kasteel van IJsselmonde · 't Zand · Huis Zevender · Kasteel aan de Zevender · Zijlhof · Zonneveld · Huis Zuidwijk · Zwieten